# Membre fantôme
Pour les articles homonymes, voir Fantôme (homonymie).
 Mise en garde médicale
Le terme membre fantôme désigne la sensation qu'un membre (même un organe, comme l'appendice) amputé ou manquant est toujours relié au corps et interagit bien avec d'autres parties du corps,,. Deux amputés de guerre sur trois rapportent cette sensation. Approximativement 60 à 80 % des individus ayant fait l'expérience d'une amputation ressentent cette sensation, et la majorité de ces sensations sont douloureuses. Cette sensation fantôme (appelée hallucinose) peut également apparaître pour plusieurs parties du corps, comme les dents ou les seins. D'une manière occasionnelle, la douleur (douleur du moignon ou algohallucinose, douleur du membre fantôme) peut être empirée par le stress, l'anxiété et les changements météorologiques. La fréquence et l'intensité diminuent avec le temps.

## Historique
Les membres fantômes sont probablement connus depuis l'antiquité[réf. nécessaire].
La première description précise en médecine occidentale de membre fantôme et de la douleur de ce membre est publiée en 1545 par le chirurgien Ambroise Paré qui expose la douleur fantôme éprouvée par une personne amputée d’un membre à la suite d'une blessure par arme à feu et fait l’hypothèse que cette douleur a pour origine un mécanisme de mémoire cérébrale.
En philosophie, le cartésien Nicolas Malebranche (1638-1715) utilise fréquemment dans son œuvre l'expérience de ce qu'il appelle « l'illusion des amputés » pour démontrer ses thèses concernant l'étendue intelligible.
Le terme de "membre fantôme" a été utilisé pour la première fois par Silas Weir Mitchell en 1871 ; il en fournit la première description clinique claire. Les patients souffrant de ce phénomène ressentent encore un membre amputé, et dans certains cas des douleurs. Le terme est parfois utilisé pour désigner la dissociation entre la position ressentie et la position réelle du membre (anomalie proprioceptive). Dans ces différents cas, le patient sait que la sensation n'est pas réelle.
Il s'est développé tout un folklore autour de cette notion. Lorsque Lord Nelson perdit son bras droit dans l'attaque ratée de Santa Cruz de Tenerife, il éprouva des douleurs ; il considéra cette sensation comme une « preuve directe de l'existence de l'âme ». Depuis les premières descriptions du médecin  Mitchell, il y a eu des centaines de cas, malgré tout le problème a toujours été considéré comme une curiosité et peu d'expériences portèrent sur le sujet.
Cependant au XXe siècle, la neurologie a montré que le cerveau était divisé en de nombreuses aires cérébrales, correspondant pour certaines aux modalités sensorielles. L'une des découvertes majeures contemporaines est que cette organisation est fortement définie par le génome et restera globalement constante durant la vie d'un individu.
L’idée qu’il ne se créé pas chez l’adulte de nouvelles connexions dans le cerveau a été soutenue par un  constat d'une faible récupération post-traumatique des fonctions cérébrales. Puis plusieurs études sur les conséquences d'amputation dans la carte somato-sensorielle de l'adulte ont suggéré que cette vision du système nerveux soit corrigée. L'expérimentation chez l'animal montra que cette carte pouvait grandement changer et ce fut en 1993 l'origine d'un nouvel engouement pour l'étude des membres fantômes.
Certains auteurs considèrent que c'est un excellent moyen pour comprendre l'organisation interne du cerveau et la plasticité chez l'adulte.
Au XXIe siècle avec les nouvelles technologies de l'imagerie médicale, la carte des aires cérébrales est  étudiée pour les fonctions cérébrales et sont étudiés traumatismes et membre fantôme - douleurs fantômes.

## Phénoménologie
Presque immédiatement après la perte d'un membre, 90 à 98 % des patients éprouvent un fantôme. La fréquence d'occurrence augmente d'autant plus si la perte est due à un traumatisme fort ou s'il existait une douleur pré-amputatoire, que s'il s'agit d'une amputation chirurgicale d'un membre non douloureux. Le membre fantôme peut avoir une existence éphémère lors d'actes réflexes dus à un environnement qui soumettent le corps à une habitude prise avant amputation avec une conscience affaiblie du patient (par le sommeil par exemple, se lever et poser un pied inexistant par terre), ou une conscience de danger exceptionnel (s'agripper lors de déséquilibre à un support existant avec une main amputée). Les fantômes sont beaucoup moins courants chez les jeunes enfants. L'explication majeure vient du fait que le schéma corporel ne serait pas encore totalement intégré. D’après les études de Simmel, les fantômes apparaissent chez 20 % des enfants amputés âgés de 2 ans, 25 % entre 2 et 4 ans, 61 % entre 4 et 6 ans, 75 % entre 6 et 8 et dans 100 % des enfants de 8 ans amputés. Chez l'adulte, le schéma corporel est en principe définitif et intégré. La prothèse se substituant au membre devra avoir les dimensions exactes du membre perdu: même pointure de pied, même longueur de jambe, même déséquilibre si posture déséquilibrée acquise préalablement à l'amputation (basculement de bassin, position de colonne). Le schéma corporel est alors réacquis dans de nouvelles limites, comme lors du vieillissement.
Les fantômes apparaissent immédiatement dans 75 % des cas, dès que les effets de l'anesthésie se dissipent et que le patient reprend connaissance, mais ils sont parfois retardés de quelques jours ou de quelques semaines dans les 25 % restants (Moser, 1948). Carlen et ses collaborateurs trouvèrent parmi les soldats israéliens qui subirent une amputation durant la guerre du Kippour (1973), 33 % ressentant des membres fantômes immédiatement, 32 % dans les 24 h et 34 % dans les semaines suivantes. L'instant du début des sensations n’est ni lié à la sorte de membre amputé, ni lié à l'endroit où l'amputation est faite.
Dans la plupart des cas, le fantôme est présent pendant quelques jours voire quelques semaines et se dissipe avec le temps. Le temps de la reconstruction de l'image du corps définissant la limite de soi physique dans l'espace, à la façon dont un enfant a une vision des perspectives évoluant avec sa taille, est essentiellement celui obtenu par la rééducation et l'acquisition de mouvements compensatoires palliant les désordres nouveaux. L'usage de médicaments ralentisseurs d'influx nerveux, certains anti-douleurs, anti-épilepsie ralentit la prise en compte par le corps de l'enveloppe corporelle nouvelle. Dans d'autres cas, une persistance pendant des années, voire des décennies, est constatée (30 % des patients, selon Sunderland). Il existe des cas où le fantôme a persisté pendant 44 ans et 57 ans. Certains patients sont capables de réveiller leur fantôme grâce à une forte concentration ou en stimulant leur moignon. Dans d'autres cas, comme l'a fait Silas Wair Mitchell en 1872, la sensation par stimulation électrique des moignons amputés a été réveillée, c'est probablement l'une des raisons pour lesquelles il est largement répandu que les nerfs coupés sont la cause des sensations fantômes.

### Parties du corps
Bien que les fantômes soient la plupart du temps rapportés après amputation de la main ou de la jambe, il a déjà été observé dans des cas d'amputation du sein, sur des parties du visage, avec une possibilité que seules les liaisons des composants du système nerveux aient été coupées sans autre ablation ou même quelquefois pour les viscères ou les organes génitaux. Il est aussi à noter que des érections et des éjaculations fantômes ont été rapportées par des amputés du pénis ou des paraplégiques, ou encore des douleurs de l'appendice après son ablation. Ces résultats suggèrent que malgré une ablation, ou à cause, il puisse y avoir réminiscence d'un souvenir sensoriel.
La vivacité du fantôme semble découler de la suractivité du cortex (d'où la vive sensation de fantôme dans la main), mais également d'une douleur, subjective, vive pré-amputatoire (qui expliquerait que les fantômes arrivent plus souvent après une perte traumatique plutôt qu’après une amputation chirurgicale). Cela impliquerait que des facteurs comme l'observation pré-amputatoire du membre pourraient moduler la vivacité de la douleur, ce qui aurait des implications cliniques importantes.

### Posture du fantôme
Les patients décrivent souvent le fantôme comme ayant une position « normale », e.g. un bras partiellement fléchi au niveau du coude. Cependant, des changements spontanés dans la posture sont courants. Par exemple, lorsque le patient se réveille le matin son bras est dans une position inhabituelle et parfois inconfortable, mais reprendra sa posture après quelques minutes. quelquefois, de façon temporaire ou plus durable, le membre prend une posture gênante et douloureuse, e.g. le bras est tordu derrière la tête. Bizarrement, la posture du membre et sa forme pré-amputatoire persistent quelquefois dans le fantôme .
(Un patient avait le bras avant amputation sur une atèle, fléchi au niveau du coude et les doigts étaient recourbés; après l’amputation, selon ses dires, son fantôme avait la même posture.) De plus, si un membre déformé est amputé, la déformation est souvent présente dans le fantôme.
C'est Mitchell (1872) qui répond que ses résultats montrèrent que le fantôme suivait les mouvements volontaires ou involontaires du moignon, mais bizarrement, chez certains patients le fantôme restait statique malgré les mouvements du moignon.

### «Télescopage»
Quand le fantôme commence à disparaître de la conscience, généralement c'est de façon totale, mais dans environ 50 % des cas – particulièrement pour les membres supérieurs – le membre se raccourcit, se condense jusqu'à ne plus être que l'extrémité du moignon. La raison de ce télescopage des différents constituants disparus condensés dans une extrémité existante n'est pas claire, mais semble avoir un lien avec « l'expansion corticale » : à l'exemple du fait que la main soit sur-représentée dans le cortex somatosensoriel. Rogers et Ramachandran ont suggéré que lors d'une amputation du bras, le cerveau était confronté à un afflux de signaux contradictoires, e.g. l'aire liée au système moteur envoie des ordres au fantôme qui sont simultanément projetés dans le cervelet et les lobes pariétaux (phénomène de « réafférence »). Pour une personne normale, ce genre d'ordre est vérifié par la proprioception, et un « feedback » visuel (« renforcement de sensation» par le visuel), mais l'amputé ne dispose plus de ce feedback, d'où le conflit. Pour résoudre ce conflit, le cerveau dispose de deux options : accepter tous les signaux ou les refuser. C'est probablement l'une des raisons pour lesquelles le fantôme disparaît, mais lorsque la main est sur-représentée dans le cortex somato-sensoriel, cette sensation n'est pas forcément bloquée partout, d'où le phénomène de télescopage.
Il a quelquefois été suggéré que le phénomène de télescopage soit dû à une dynamique de la représentation du membre dans l'aire somato-sensorielle primaire. Ceci est improbable, car cela ne permet pas d'expliquer les cas fréquents de patients pouvant avoir le télescopage ou étendre volontairement leur fantôme. Par exemple, un patient amputé sous le coude et dont la main se télescopait généralement au niveau du moignon, voyait son fantôme s'étendre à sa taille normale lorsqu'il devait serrer la main de quelqu'un ou attraper un objet. C'est ce même patient dont on[Qui ?] cite souvent en anecdote qu'il se plaint à son docteur lorsque ce dernier lui retire une tasse des doigts – fantômes – provoquant un télescopage inattendu.
L'existence du fantôme n'est pas affectée par la vision, ouvrir ou fermer les yeux ne le fait pas apparaître ou disparaître.

### Fantôme congénital
En 1962, Simmel prétendait que les enfants atteints 
d'aplasies congénitales n'éprouvaient pas de sensations fantômes, mais il est devenu évident que ce n'est pas toujours vrai. En 1964, Weinstein et al. étudient 13 aplasiques congénitaux avec membres fantômes, parmi lesquels 7 sont capables de bouger volontairement leurs membres, 4 autres ressentent le phénomène de télescopage. Il a été également rapporté le cas d'une jeune femme aplasique de 20 ans, ne possédant que des moignons d'humérus, ressentant de vives sensations gesticulatoires fantômes lors de conversations. Cette expérience n'est probablement pas due à des hallucinations ou un fort désir, cela pour deux raisons. Tout d'abord, elle prétendait que son bras était plus court qu'il n'aurait dû (elle le savait car sa main fantôme ne s'adaptait pas correctement à la prothèse « comme cela aurait dû être »). Ensuite, ses bras lui semblaient rigides lorsqu'elle marchait, cette observation suggère que sa sensation fantôme ne venait pas d'un désir d'être normale. L'explication donnée considère que l'origine des sensations provenait de la réafférence du signal moteur envoyé au membre fantôme. Le circuit neuronal générant les mouvements avait persisté intact durant 20 ans sans renforcement visuel ou kinésie de ses membres (même si l'observation de sa part des personnes non amputées a sûrement joué un rôle).

### Facteurs
Les fantômes persistent longtemps, aussi bien après la perte traumatique d'un membre antérieurement non douloureux, qu'après l'amputation d'un membre déjà douloureux. C'est peut être dû à la plus grande attention sur une durée longue portée au membre douloureux avant amputation, mais cela peut aussi représenter la « mémoire de la douleur » pré-amputatoire survivante. La comparaison des douleurs fantômes persistantes avec les sensations fantômes implique qu'elles se renforcent mutuellement. L'absence de l'une accompagnera la réduction de l'intensité de l'autre.
La pathologie du moignon influence la vivacité et la durée de l'expérience fantôme.
Mitchell (1872) nota déjà qu'un membre fantôme disparaissait d'autant plus rapidement que le moignon guérissait rapidement et correctement. Ceci a été contesté par Browder et Gallagher, qui ont observé qu'une anesthésie locale ainsi que des tapotements pouvaient estomper le fantôme temporairement, tandis que frapper le moignon pouvait rendre la sensation plus vivace voire la réveiller.

#### Stimulation électrique et mécanique
Certains prétendent que les stimulations électriques ou mécaniques du moignon sont sans effets, d'autres au contraire, ont été capables de raviver des sensations fantômes depuis longtemps éteintes.

#### Influences diverses
Il existe quelques preuves de l'influence du repos et de la distraction sur la sévérité des douleurs fantômes, tandis que des chocs émotionnels peuvent les aggraver. Il est aussi connu que des mouvements volontaires, une intense concentration ou des contractions du moignon peuvent augmenter la vivacité du fantôme. La fréquence d'apparition de membre fantôme n'est pas dépendante du sexe, de l'âge ou encore de la situation socio-économique du patient, ni des causes de l'intervention.

### Mouvement du membre fantôme
De nombreux patients prétendent pouvoir produire des mouvements volontaires de leurs membres fantômes. Ils ont la sensation de toucher un objet, de fermer le poing, de contrôler leurs doigts de façon distincte.
Des mouvements involontaires ou semi-volontaires sont également courants; le fantôme peut faire des mouvements d'adieu, parer un coup ou encore décrocher le combiné du téléphone. Les mouvements complètement involontaires, comme des mouvements brusques du fantôme qui se place dans une nouvelle posture ou se contracte en provoquant des crampes, sont eux aussi très communs.
Cependant, une minorité de patients disent ne pas pouvoir contrôler ces mouvements involontaires.

### Émergence de «mémoire réprimée» du fantôme
Un autre phénomène fascinant, mais encore peu compris, est la résurgence de la mémoire du membre avant l'amputation mais également de souvenirs beaucoup plus anciens.
Il est couramment constaté qu'un patient amputé du membre supérieur sente encore son alliance ou sa montre.
Dans les premières semaines suivant l'amputation, il est aussi courant que le patient se plaigne d'une douleur contractive souvent accompagnée d'une sensation de perforation de la main; la sensation disparaît dès que le patient voit son fantôme se relâcher ou se rouvrir.
La raison tient au fait que les signaux de contractions envoyés par le cortex moteur sont normalement amortis par un feedback proprioceptif. Or chez l'amputé, l'absence du membre empêche ce feedback, le signal est donc amplifié, ce qui génère la sensation de douleur. Du fait d'une association entre la fermeture de la main et la sensation de perforation normalement faible, il est concevable que l'amplification du signal de contraction entraîne une amplification du signal de douleur. La suppression de contraction dans la main, par une intense concentration, supprime également la sensation de perforation, ce qui s'accorde avec l'idée précédente.
Ceci amène à penser qu'il existerait un processus de mémoire sensorielle capable « d'apprentissage », ce qui offrirait une nouvelle possibilité d'approche de la mémoire et de l'apprentissage chez l'adulte. La réactivation de la mémoire pré-amputatoire du fantôme a été observée par Katz et Melzack (1990), mais ils n'ont pas poussé leur étude plus avant sur ce point. Un exemple de cette résurgence mémorielle est le cas d'une patiente dont l'arthrite pré-amputatoire augmentait fortement quand le temps était humide et froid, et qui avait la même sensation dans son membre fantôme.
Le fait curieux de ce genre de sensation est que l'on[Qui ?] peut en enregistrer l'activité cérébrale, qui peut être influencée par la position du membre fantôme.

## Travaux expérimentaux

### Plasticité du système somato-sensoriel
Très tôt il a été fait état de changement dans l'organisation corticale et thalamique suivant une désafférence (Talairach et al. 1960 ; Obrador et Dierssen, 1966), Wall (1977) suggéra le premier que c'était dû à l'activation de neurones anciennement silencieux. On[Qui ?] sait maintenant qu'il existe une carte somatotopique du corps à la surface du cortex somatosensoriel (Penfield et Rasmussen, 1950).
Merzenich (1984), montra lors de l'amputation d'un doigt de singe, que la zone correspondante se mettait à réagir à la stimulation des doigts connexes deux mois après l'amputation, i.e. cette zone venait de se faire « recouvrir ». Il montra qu'une utilisation accrue d'un seul doigt provoquait la « croissance » de l'aire correspondante, par recouvrement d'une aire voisine. Lorsque l'expérience fut répétée en amputant plusieurs doigts, la zone de recouvrement n'allait pas à plus de 1 mm sur les aires contiguës.
Cependant des études sur des amputés à plus long terme démontrèrent que cette limite n'avait rien de définitif, ainsi on[Qui ?] a pu constater un recouvrement complet de l'aire de la main par celle du visage ce qui a pour conséquence de faire répondre les cellules de la main à une stimulation de la joue.

### Corrélation de la réorganisation
Les avancées de l'imagerie médicale non invasive permettent désormais de faire des localisations de l'ordre du millimètre, la cartographie somato-sensorielle détaillée (S1) de la main, du visage et d'autre partie du corps résultant des travaux de Gallen et al. (1993), Yang et al. (1993) en sont la preuve. La MEG a permis d'observer chez l'homme la réorganisation observée auparavant chez le singe (T. Yang, C. Gallen et V.S Ramachandran, 1992). Il fut constaté deux types d'inputs pour une zone correspondant à un membre (supérieur) amputé : le moignon et le visage, qui avait envahi le territoire de la main.
Il semble donc que le célèbre homoncule de Penfield puisse se réorganiser sur une distance de 2 à 3 cm, y compris chez l'adulte (; Yang et al. 1994a, b).

### Corrélation perceptive
Les études faites grâce à la MEG démontrent clairement une réorganisation de la carte somato-sensorielle chez l'homme. On sait également que les stimulations à la surface du visage sont dirigées sur deux zones corticales différentes : la zone « originale » du visage et celle qui correspondait au bras avant amputation.

### Patients
Le patient V.Q. est un jeune homme de 17 ans, qui a perdu son bras gauche dans un accident de voiture. Il s'écoule environ quatre semaines lorsque l'étude est réalisée. Il éprouve de vives sensations fantômes dans sa main qui se télescope au niveau du moignon (6 cm sous le coude). L'expérience consistait à effleurer différentes zones du corps de patient et voir quelles zones étaient perçues comme stimulées (les yeux étaient évidemment clos). Il en résulta que nombre de stimulations, même éloignées du point d'amputation étaient localisées dans le bras fantôme; les points stimulés correspondant se situent tous dans la zone inférieure du visage du même côté que le bras amputé, de plus une continuité entre les zones du visage et les différentes zones de la main (possibilité de représenter chaque partie de la main) est constatée. Le patient a déclaré sentir une sensation simultanément sur le doigt et sur la joue. Les limites de ces zones sont restées considérablement stables au cours des différentes expérimentations. Les stimulations sur les autres parties du corps, y compris le bras opposé, aboutirent à des localisations correctes.
Une seconde zone de points sensibles fut identifiée, 7 cm au-dessus de la ligne d'amputation ; là aussi une correspondance point par point est constatée. La procédure fut répétée une semaine plus tard, les mêmes résultats furent obtenus ce qui permit de conclure que la correspondance était stable (V.S. Ramachandran et al. 1992a, b).
Chez ce patient la zone correspondant à la main est anormalement grande, une explication possible est l'existence d'activité spontanée des cellules du visage et du moignon. Un autre résultat est la plus grande précision de la zone sensible du moignon par rapport à celle du visage, la raison n'en est pas clairement identifiée.

### Modalité sensorielle
Les connexions de la peau transmettant les sensations de chaleur, de froid ou du toucher au cerveau empruntent des voies différentes. On[Qui ?] peut se demander si la réorganisation se produit séparément dans toutes les voies ou seulement dans celle du toucher. Pour la sensibilité thermique, les résultats montrèrent que la topographie était globalement préservée. Pour le toucher il semblerait qu'une topographie plus grossière que celle qui précédente l'amputation, mais toujours similaire existe. Le point reliant tous ces phénomènes est l'organisation persistante des différentes cartes ainsi que la rapidité de réorganisation du cerveau adulte.
Les résultats aux points suivants :
- Une extrême rapidité dans l'observation des changements (patient V.Q.) ;
- Une correspondance stricte entre les points du bas du visage et ceux du membre fantôme;

- Une distribution non aléatoire des points sensibles : dans le bas du visage et proche de la ligne d'amputation (ceci est en corrélation avec le « remapping » de Pons et al. (1991)
- L'existence de champs sensibles bien délimités et stables
- Une représentation disproportionnée de la main, en particulier du pouce.
- Une mauvaise localisation (bras sur la joue) pour toutes les modalités sensorielles;
- L'existence probable d'une topographie de la peau identique à celle du membre fantôme
- La cartographie est stable à court terme, mais présente de forts changements sur le long terme (Ramachandran, 1995).

### Mécanismes de réorganisation
Il a été observé que les arborisations axonales thalamo-corticales peuvent être longues de 1 cm ou plus (Jones, 1982) ; les cartes corticales de la main et du visage sont espacées de plus de 1,5 cm. ; et les changements observés sont plutôt rapide chez l'homme. Prises ensemble, ces informations suggèrent une origine fondée sur l'activation de synapses jusqu’alors silencieuses plutôt que sur un bourgeonnement (sprouting). De plus, la réorganisation se faisant sur des distances élevées, elle impliquerait une croissance et une ré-innervation axonale. Bien que les zones corticales se soient réorganisées, les changements synaptiques peuvent avoir lieu n'importe où sur le trajet des voies somato-sensorielles (Florence et Kaas, 1995).
Ce mécanisme de réorganisation est un coup porté au concept dominant en neurosciences, qui considère que le cerveau adulte possède une forte stabilité. Or les récentes études ont montré une capacité de réorganisation rapide et une capacité d'extension plus grande que ce que l'on[Qui ?] présupposait.

### Douleur
L'activité spontanée ou la stimulation du cortex, entame le cycle en augmentant le nombre de décharge des neurones du système sympathique pré-ganglionnaire. L'étude faite par Sherman et al. (1984), révéla que 60 à 80 % des amputés ont continué à ressentir des douleurs fantômes même 25 ans après. Les douleurs décrites sont lancinantes, le patient a une impression de brûlure ou ressent de fortes crampes. Chez certains, la douleur est continue, mais peut varier en intensité, chez d'autres elle est sporadique mais très douloureuse (Sherman, 1983). Pourtant, il existe une proportion de patient (14 %) chez qui la douleur diminue avec le temps. L'idée qu'une douleur persistante 
au-delà de 6 mois était très difficile à traiter découle de ces recherches.
Dès les années 1940 (Livingston, 1945; Kallio, 1949), il est découvert que l'interruption de la voie sympathique vers le moignon allégeait la douleur fantôme. Katz (1992), grâce à de nombreux travaux (Roberts, 1986; Campbell, et al. 1988), l'hypothèse d'une contribution du système sympathique dans la douleur fantôme fut émise. Il existerait en effet une activité cyclique entre le système sympathique efférent et le système somatique afférent. La cause première serait l'effet combiné de deux types de neurones sympathiques post-ganglionnaires (cholinergique et noradrénergique) sur les cellules afférentes localisées dans le moignon. La libération de l'acétylcholine et d'adrénaline provoquerait une vasoconstriction (Sliosberg, 1948) et une augmentation de 
l'activité électrodermale (Katz et al. 1989) ressentie lors de vives douleurs. Cette libération pourrait également augmenter les décharges des cellules sensitives du moignon. Qui plus est, cet effet pourrait être amplifié par la présence de bourgeons régénérateurs hypersensibles, qui voient leurs fréquences de décharge augmenter en présence des deux neurotransmetteurs précédents (Diamond, 1959; Wall et Gutnik, 1974). Woolf (1983) a découvert que l'hyperexcitabilité des motoneurones de la moelle épinière suivant une brûlure n'était en rien bloquée par une anesthésie locale du moignon, ce qui permettrait la création d'une « mémoire douloureuse ». Ces recherches ont permis de suggérer qu'un « blocage » de la moelle épinière avant et pendant une amputation pourrait réduire son hyperexcitabilité et par conséquent la douleur fantôme. Mais ceci n'est qu'une explication mineure des douleurs fantômes, on[Qui ?] sait que la réorganisation est spécifique à chaque modalité sensorielle par conséquent, chacune d'elles se « reconnecte ». Par exemple, si le toucher se connecte aux voies de la douleur, le patient ressentirait des douleurs dès que les zones du moignon ou du visage correspondantes seraient stimulées.
La réorganisation peut avoir deux autres conséquences contribuant à la sensation de douleur fantôme :
- Elle peut entraîner des changements susceptibles d'amplifier les signaux de douleur tout au long des voies somato-sensorielles (voir les travaux de Melzack et Wall, 1962, sur la théorie du portillon ou « gate control »)
- Étant un phénomène pathologique, l'activité des zones réorganisées peut être interprétée comme parasitaire (bruit), mais aussi comme de la douleur effective.

La douleur du membre fantôme est souvent rapportée par les patients comme étant celle pré-amputatoire (Katz et Melzack, 1990).
Une telle mémoire des sens amène à penser qu'une simple anesthésie du membre qui va être amputé pourrait fortement réduire la douleur fantôme (voir Schug et al. 1995 ; Basbaum, 1996).

### Réflexions

La proposée en 2009 par Ramachandran utilise une boîte miroir qui projette au patient le reflet de son membre normal qui vient se superposer à son membre fantôme. Quand le sujet bouge son membre normal, son cerveau lui fait croire voir le second bouger également. À raison de quelques minutes d'exercice par jour, le sujet souffrant de douleurs fantômes est soulagé et après quelques semaines, le membre fantôme rétrécit, au point de disparaître. Cette technique de réalité virtuelle met ainsi en jeu les neurones miroirs, agit sur la neuroplasticité du cerveau et réactive les aires motrices par le biais d'une réorganisation corticale.

Les postures prises par le membre fantôme peuvent être diverses, trois explications plausibles existent : Quand le fantôme est fortement douloureux, il est pénible pour le patient de bouger son bras, car la seule tentative de mouvement lui provoque des douleurs. L'explication avancée qualifie ce comportement de défensif et l'assimile au comportement d'un membre sain blessé. (L'amputé a tendance à trouver le mouvement douloureux).
Une cause des mouvements involontaires pourrait venir du fait que le cortex moteur continue à envoyer des signaux au membre absent tout simplement car il n'a pas connaissance de cette absence. En effet, le cortex moteur envoie soit directement au cervelet, soit en passant par le lobe pariétal qui surveille la commande et reçoit un « retour » du membre lui-même or chez l'amputé il n'existe pas de retour, mais le lobe pariétal continue son contrôle d'où cette sensation de mouvement.
Lorsque le membre a été paralysé avant l'amputation à cause de lésion des nerfs périphériques, le fantôme tend à avoir la même « paralysie » et il est alors question de « paralysie apprise » . La raison pourrait venir d'un apprentissage du cerveau basé sur un feedback visuel, lorsque le cortex moteur envoie des influx au membre, la vision constate un immobilisme. Ces informations contradictoires semblent s'ancrer dans le lobe pariétal d'où cette notion d'apprentissage. Ainsi, lorsque le bras est amputé le cerveau considère encore le membre comme immobile, en découle la perception de paralysie du fantôme.
Dans le cas d'une amputation chirurgicale non traumatique, due à une tumeur par exemple, le patient dit pouvoir contrôler son fantôme (dans la plupart des cas, plus le temps passe plus cette faculté s'atténue). Cela s'explique par un phénomène similaire au précédent, hormis l'absence d'informations contradictoires avant l'amputation générant un apprentissage. Par conséquent, après l'intervention le patient continue à avoir l'impression de pouvoir 
bouger son bras.
Si l'hypothèse de paralysie apprise est correcte, il est supposé possible de la lever en donnant un retour visuel aux signaux envoyés par le cortex. Pour ce faire, le principe de « boîte miroir » est utilisé. La boîte miroir consiste simplement à utiliser le reflet du membre encore présent de façon que le cerveau ait un retour à ses stimulations; le patient observe son membre restant en se penchant du même côté de façon à voir le reflet qui paraît être le membre fantôme. Bien évidemment les stimulations envoyées au bras fantôme doivent être en corrélation avec les mouvements du reflet, le patient doit pour cela produire des mouvements symétriques. Ainsi le feedback visuel est rétabli. L'expérience a été faite avec succès sur le patient D.S.
De façon analogue l'expérience a été faite avec le patient R.T., un homme de 55 ans dont le bras fantôme pouvait exécuter des mouvements après une intense concentration ou de façon involontaire (e.g. entraînant des contractions du poing fantôme). L'utilisation de la boîte miroir s'avéra efficace dès le premier essai, le patient fut capable de desserrer son poing fantôme.
L'application sur un groupe de 10 sujets, mit en évidence une inefficacité sur 4 patients; la pratique répétée de cet exercice permit au patient D.S. de faire disparaître de façon permanente sa sensation de membre fantôme ; chez 5 patients présentant des spasmes contractiles, le contrôle de la main ne fut possible que lors de l'utilisation de la boîte ; dans deux cas où le membre avait une posture anatomiquement impossible, la boîte le leur fit ressentir de façon surprenante; dans 4 cas, la stimulation du membre restant donnait également la sensation au membre fantôme; enfin, chez 1 homme de 50 ans ayant perdu des doigts 30 ans auparavant et n'ayant jamais expérimenté de sensation fantôme, il y eut apparition du ressenti des mouvements dans ses doigts fantômes, ce qui implique l'existence d'une représentation dormante des doigts. L'ensemble de ces résultats montre un lien étroit entre vision et toucher ce qui remet en cause le modèle hiérarchique de fonctionnement du cerveau pour une vision introduisant la notion de signaux ré-entrant (feedback) (Edelman, 1989).

### Chez des individus valides
L'image mentale que l'individu a de son corps est construite à partir des informations fragmentaires issues des différentes modalités sensorielles et reste relativement stable au cours du temps. Généralement est considéré que les sensations fantômes sont pathologiques, or il est aisé d'en provoquer, même chez l'individu normal. L'exemple du « nez fantôme » (Ramachandran et Hirstein, 1997), où la personne à l'impression d'avoir le nez déplacé simplement parce qu'il acquiert de façon tactile la position du nez appartenant en fait à un autre individu ainsi que la stimulation de son nez réel par l’expérimentateur; le sujet dispose d'informations complémentaires et en conclut donc au déplacement de son nez.
L'expérience a été réalisée avec succès sur 12 des 18 sujets testés. Un autre exemple de « déplacement » de partie du corps est la main factice : le sujet place sa main derrière un obstacle (de façon qu'elle lui soit cachée), et une main factice placée devant. L'expérimentateur stimulera de façon synchrone la main factice et celle du sujet, ce qui aura pour conséquence de lui donner l'impression que la sensation vient non pas de sa main, mais de la main factice (Botvinick et Cohen, 1998). Il est même possible de « projeter » des sensations dans un objet inanimé, n'ayant même aucune ressemblance avec une partie du corps comme une chaussure ou une table (Ramachandran et al. 1998). Il est même arrivé que si le parcours sur l'objet était trop long, le patient ressente son membre s'étirer. La validité de ces résultats a été corrélée par une augmentation de la conductance de la peau lorsque l'on[Qui ?] stimule fortement l'objet en question.
Ces expérimentations impliquent que le sujet assimile l'objet à l'image mentale de son corps, l'objet serait ainsi intégré au système limbique du sujet (de façon temporaire); cela indique également que l'image du corps est une construction fortement dépendante des inputs et de leur corrélation.

### Nature et renforcement
Les membres fantômes semblent émerger d'une interaction entre des facteurs épigénétiques (la réorganisation corticale et les tumeurs du moignon) et la persistance d'une image du corps prédéterminée génétiquement. À l'appui de cela viennent les 5 exemples suivants :
- Il existe peu de cas où le moignon sous le coude a été amputé de façon à former une fourche, mais dans ce genre de cas le patient ressent une main fantôme également divisée (Kallio, 1949) ;
- il existe des cas de membres chez des plasiques[Quoi ?].

Poeck (1969) décrivit un cas fascinant chez lequel la sensation d'une main située à 13 cm du moignon était clairement déterminée au point qu'il pouvait l'utiliser pour compter sur ses doigts (fantômes). La Croix (1992) décrit le cas d'une patiente de 16 ans née avec une jambe plus courte que l'autre de 10 cm, qui avait subi une amputation de l'autre jambe à l'âge de 6 ans. En plus de ressentir une sensation de membre fantôme localisé à l'emplacement de sa jambe, elle éprouvait la sensation de deux pieds surnuméraires, l'un au niveau du moignon et l'autre en extension d'un pied normal, i. e sous le sol.
La croix utilisa cette patiente pour illustrer le rôle des facteurs génétiques, on[Qui ?] aurait également pu souligner l'influence épigénétique.
- Lorsqu'un patient lépreux perd son bras de façon progressive, il est connu qu'il n'éprouve pas de sensation fantôme (Simmel, 1956).

On[Qui ?] explique cela par le fait que l'individu intègre progressivement le moignon à l'image de son corps. Il semblerait qu'une perte graduelle ou une neuropathie périphérique soit nécessaire à cette adaptation. On[Qui ?] suppose également que l'individu atteint de gangrène posséderait une ancienne image du corps (« complet ») ainsi qu'une nouvelle qui prendrait en compte le moignon et qui inhiberait l'ancienne; pour des raisons inconnues, l'amputation entraînerait la résurgence de l'image originelle. De là découle l'idée d'une possible revitalisation grâce à la mirror box d'un membre fantôme depuis longtemps disparu ou même d'un membre fantôme jamais ressenti.
L'expérience fut réalisée avec succès par Ramachandran et Rogers-Ramachandran .
- L'absence de feedback visuel et de confirmations proprioceptives devraient à long terme entraîner le rejet des signaux provoquant des mouvements involontaires. Pourtant il existe des cas de persistances durant des années chez des sujets aplasiques, or ces derniers n'ont jamais eu de feedback.

Ces conjectures peuvent être pour certaines validées, ou non, grâce l'imagerie médicale non invasive tel que la MEG et l'IRMf. Ces hypothèses suggèrent que les membres fantômes ont pour origine une interaction entre le génétique et l'épigénique.

## Relations avec le contrôle musculaire et les prothèses
En 2016, une étude sur 11 amputés trans-radiaux a mis en évidence une relation significative entre l'intensité des sensations des membres fantômes et la capacité de contrôler les muscles restants (mesurée par analyse par apprentissage des signaux d'électromyographie de surface). Ce résultat suggère qu'une intensité de sensation de membre fantôme plus élevée pourrait être liée à la préservation du lien avec les muscles et à une meilleure intégration avec les membres prosthétiques bioniques.

## Théories explicatives

### Psychologiques
La douleur fantôme a tenté d'être expliquée par des sentiments d’hostilité ou de culpabilité à la suite de la modification des relations entre l’amputé et son environnement (Laurence C. Kolb) ou à un syndrome de deuil dû à la difficulté pour la personne amputée d'accepter la perte d’un membre (Parkes, 1972). Cependant, il est majoritairement considéré que les facteurs psychologiques ne peuvent expliquer seuls la douleur fantôme. Les études de Richard A. Sherman et de son équipe ont montré que des facteurs psychologiques comme le stress, l’anxiété ou la dépression pouvaient influencer la douleur fantôme sans en constituer la cause.

### Neurophysiologiques
Les études de Sherman se rattachent à un courant théorique qui porte l’attention sur l’extrémité des nerfs du moignon qui envoient toujours des influx nerveux aux parties du cerveau correspondantes au membre avant son amputation (Pons et al. 1991). Deux théories émergent de ces études : 
la théorie sur la « sensation de crampe » et la théorie sur la « sensation de brûlure » :
- Dans la première, il a été démontré qu’il existe un lien entre le niveau de la tension musculaire et l’intensité de la douleur fantôme qui se présente sous la forme d’une crampe;
- Dans la deuxième, la preuve est établie qu’un changement de flux sanguin dans le moignon était la cause d'un changement dans l’intensité de la douleur fantôme qui était alors un ressenti de brûlure. Cependant, aucune de ces deux théories n’est en mesure de cerner la cause principale des douleurs fantômes.

D’autres chercheurs, notamment Ronald Melzack et R.W. Davis, proposent des explications différentes : la douleur fantôme ne proviendrait pas de la périphérie, mais du système nerveux central, du cerveau lui-même. Melzack propose d'abord sa théorie du portillon ou gate control theory qu’il complète quelques années plus tard par son hypothèse du Central Biasing Mechanism ou mécanisme d’inhibition centrale, puis par des explications sur le Central pain Mechanism ou mécanisme de la douleur centrale. Les travaux récents de Melzack nous permettent de comprendre encore mieux le phénomène de la douleur fantôme à partir du concept de neuromatrice qui produirait une neurosignature. La neuromatrice, réseau des neurones, produirait de façon constante un patron caractéristique d’influx indiquant que le corps est intact et propre à la personne : c’est la neurosignature (Melzack, 1992). Une telle matrice fonctionnerait en l’absence d’influx sensoriels provenant de la périphérie du corps, ce qui créerait l’impression d’avoir un membre, même en son absence. Pour Melzack, la neuromatrice, prédéterminée génétiquement, peut aussi évoluer avec l’expérience. C’est pourquoi, l’expérience permettrait d’emmagasiner la mémoire d’une douleur.
Cela pourrait expliquer la réapparition fréquente de douleurs pré-amputatoires dans le fantôme.
R.W. Davis (1993) exprime son accord avec Melzack sur l'explication d’un membre fantôme à partir d’une neuromatrice, mais il en pondère l'importance en proposant une théorie fondée sur les mécanismes neurophysiologiques qui sont à l’origine de la transmission de la douleur. À la suite de la lésion d’un nerf périphérique, des changements surviendraient dans les neurones de la corne dorsale; ce qui provoquerait la plasticité des neurones de telle sorte qu’ils s’endommagent et commencent à générer des influx douloureux dirigés vers le cerveau. Cependant, si cette théorie permet d’expliquer les douleurs fantômes chez les amputés, il est moins sûr qu’elle puisse expliquer les douleurs fantômes chez les individus souffrant d’une malformation congénitale.
Selon V.S. Ramachandran, l'utilisation permanente du corps nous permet d'en construire une image mentale, l'homuncule sensitif (ainsi que moteur). Cette carte lors d'une amputation de la main, par exemple, ne va pas être détruite mais réorganisée. Dans cet homuncule, les régions liées à la main et au visage sont contiguës. Lorsque la zone de la main ne reçoit plus d'input, du fait d'une amputation, l'homuncule va subir une réorganisation observable par imagerie médicale : la zone cérébrale associée à la main va se faire recouvrir par la zone du visage, ceci aura pour conséquence qu'une stimulation de la joue d'un amputé lui « stimulera » la joue, mais également la main. Ceci explique donc la sensation fantôme. Comme l'absence d'un feedback sur les contractions musculaires. Chez un individu normal, lors d'une contraction musculaire excessive, le cerveau reçoit un influx du membre entraînant le relâchement de la contraction. Or chez l'amputé, du fait de l'absence du membre le retour ne se fait pas, l'individu a donc une sensation de douleur continue. Pour parer à cela, le patient se rééduquera à l'aide d'une mirror box dont le principe est somme toute assez simple : créer un feedback visuel basé sur la symétrie du corps. Le patient placera sa main dans la mirror box et observera le reflet de cette main en s'imaginant faire des mouvements identiques avec ces deux membres, de ce fait il réorganisera son homuncule en réallouant la zone de la main à celle-ci. Cette rééducation se fait de façon assez rapide, quatre semaines environ par exercices de 10 minutes.
Cependant la théorie de réorganisation ne permet pas d'expliquer les impressions de mouvement ou les cas de fantôme chez des aplasiques qui impliquent une image du corps définie génétiquement qui survivrait comme fantôme; enfin cette théorie n'explique pas pourquoi le fantôme occupe la même place que le membre avant amputation.
Pour expliquer ce genre de phénomène une nouvelle hypothèse a été développée. Sachant que les sorties du cortex moteur sont cohérentes, il doit y avoir la possibilité de retrouver une représentation sensorielle stable rapidement, même si pour cela on[Qui ?] doit inhiber certaines variations présentes sur les diverses entrées. Le cerveau fait donc le choix de considérer que lorsque plusieurs entrées concourent à un même résultat, alors une partie des variations peuvent être considérées sans perte comme du bruit (Ramachandran, 1995), l'explication tient au fait que ces bruits sont très rarement porteur d'informations similaires, donc utiles, alors que l'occurrence de considération par le patient que c'est bruit est courante (du fait des bruits intrinsèque au système nerveux) ; le cerveau tire donc avantages de ce phénomène. Rapporté au membre fantôme ce schéma suggère que la sensation fantôme peut dépendre de l'intégration d'au moins 5 sources différentes :
- avoir eu des tumeurs du moignon ;
- provenir de la réorganisation ;
- à l'observation de décharges corrélatives entre la commande motrice et le membre ;
- avoir une image du corps prédéterminé génétiquement ;
- avoir la mémoire somatique de la douleur ou de la position du membre.

Si une seule de ces intégrations est divergente elle sera bloquée, mais si plusieurs sont intégrées cela peut entraîner des sensations de membres surnuméraires (Ramachandran et al. 1996).

### Occultiste
Certains auteurs, dont le théosophiste Arthur R. Powell (1925), en dehors du contexte scientifique, et qui adhérent à des doctrines ésotériques sur les corps subtils, soutiennent que le phénomène du membre fantôme s'explique par l'existence d'un corps éthérique ou force vitale, distincte du corps physique. Par exemple, à lire Valéry Sanfo (Les Corps subtils, De Vecchi, trad., 2008, p. 33-37), « la partie éthérée se dissout plus lentement que la partie physique... la partie dense du corps n'existe plus mais la partie éthérée est encore présente,... le halo d'énergie appelé 'aura vital' qui entoure le corps physique demeure complet même si une partie du corps disparaît. »